# Vicario (Antigua Roma)

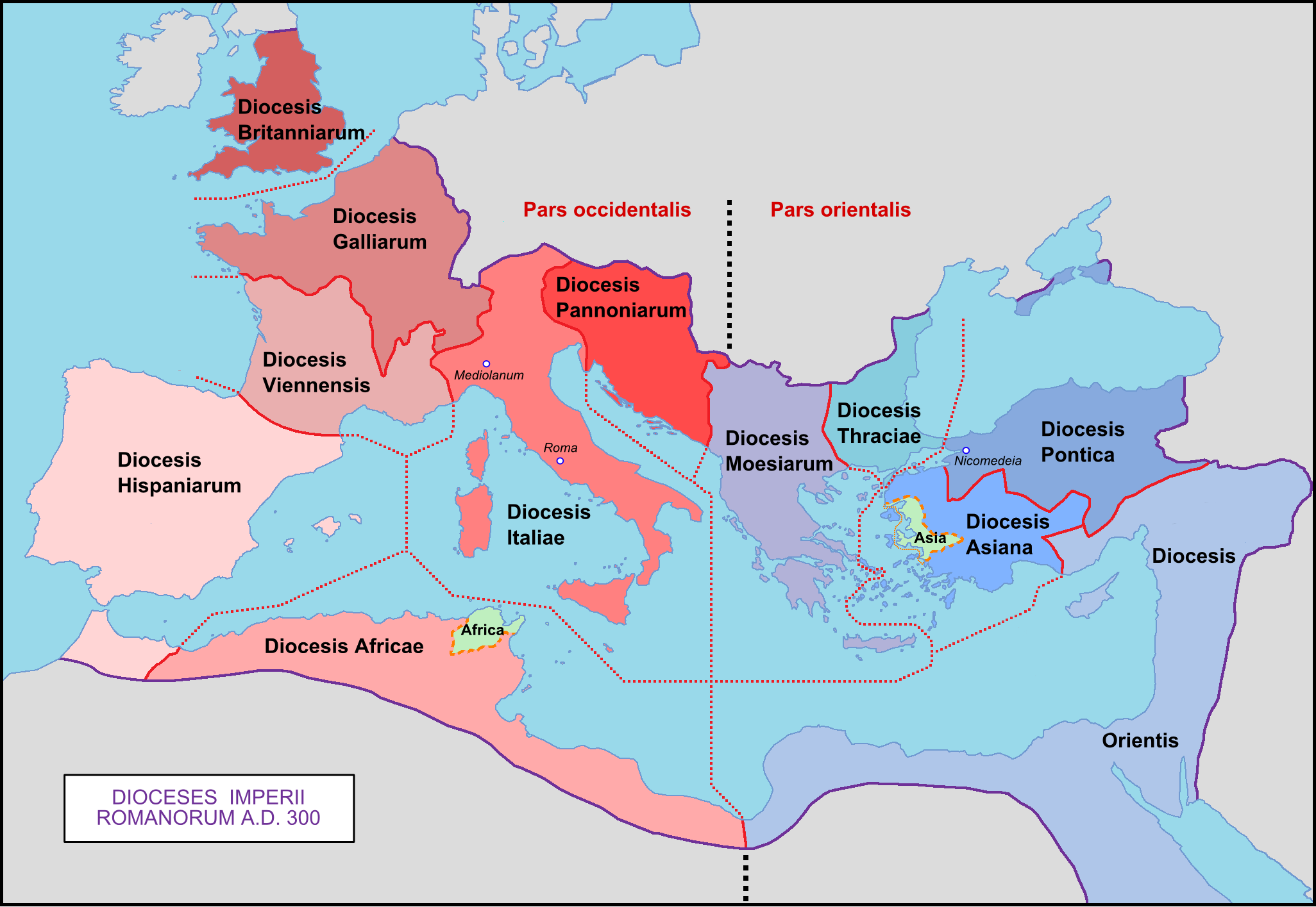
Diócesis del Imperio romano hacia el año 300.

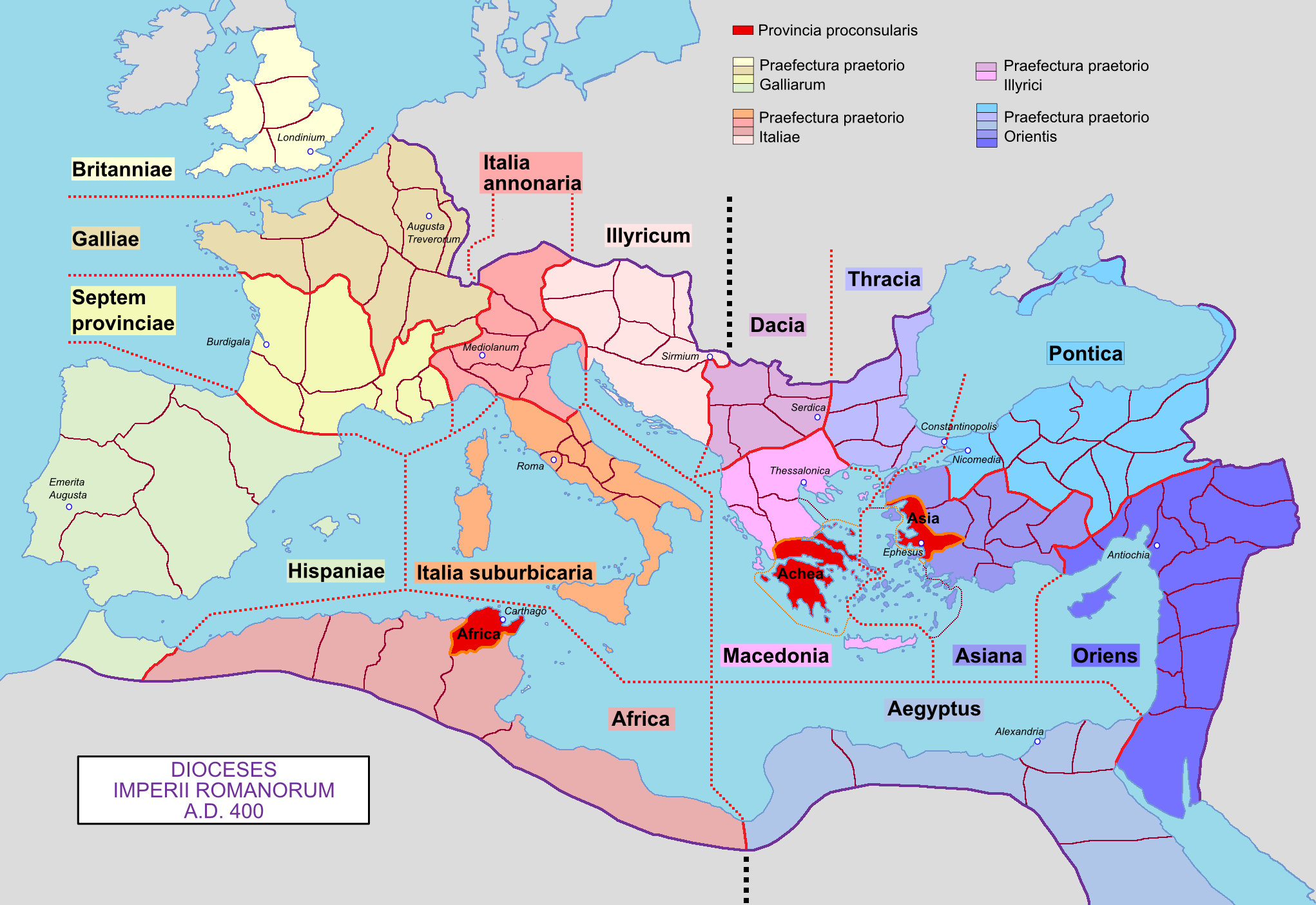
Diócesis del Imperio romano tardío hacia el año 400.

El vicario (latín: vicarius, que significa adjunto) fue, a partir de las reformas de Diocleciano, el alto cargo de la administración imperial encargado de supervisar el funcionamiento de una diócesis o agrupamiento de provincias del Imperio romano en el siglo IV y el siglo V. Era el lugarteniente que el emperador enviaba a las provincias que no eran regidas por un gobernador.

## Historia
Originalmente, en la Antigua Roma, este cargo equivalía al más tarde español "vice-" (algo), utilizado como parte del título de varios oficiales. Cada vicario estaba asignado a un oficial concreto de más alto rango, tras el cual su título se completaba generalmente con un genitivo (por ejemplo, vicarius praetoris). Por ejemplo, en un nivel bajo de la sociedad, el esclavo de un esclavo, posiblemente alquilado para conseguir dinero con el que comprar la manumisión, era un servus vicarius.
Dentro de la estructura administrativa del Imperio romano, un vicario imperial o exarca (del griego antiguo: ἔξαρχος, exarchos) en las zonas orientales del Imperio era un alto oficial del Estado que ejercía de gobernador regional, cargo que también siguió existiendo en los inicios del Imperio bizantino. Desde la época del emperador Diocleciano (284-305), los vicarios imperiales eran nombrados gobernadores civiles de las diócesis imperiales recién creadas.
El vicario era nombrado directamente por el emperador de entre los senadores que habían alcanzado el rango de cónsul y, por tanto, recibía el tratamiento de eminentissimus vir.
A sus órdenes se encontraban los gobernadores de las nuevas provincias del Bajo Imperio, que podían ser de rango pretorio o consular.
Sus poderes eran exclusivamente civiles, ya que el mando de las tropas estacionadas en su diócesis correspondía desde Constantino I a un dux en el caso de las tropas fronterizas o a un comes si la guarnición formaba parte de un ejército de maniobra.
El emperador Constantino también decidió agrupar varias diócesis en una prefectura del pretorio, creando cinco. Después de Constantino se dio el nombre de vicario a los gobernadores de la mayoría de las diócesis. Ejercían su autoridad en nombre de los prefectos del pretorio cuyo lugar ocupaban y cesaba aquella en cuanto se hallaban en presencia de sus jefes.
En el Imperio de Occidente, la creación de los diferentes reinos germánicos eliminó esta división, mientras que en el Imperio de Oriente esta organización perduró hasta la época de Justiniano I.

## EnNotitia dignitatum
Según la Notitia dignitatum, un documento de la cancillería imperial de principios del siglo V, el vicarius tenía el rango de vir spectabilis ("hombre respetable"). El personal adscrito a su cargo, officium, era bastante similar al officium de un gobernador. Por ejemplo, en la diócesis de Hispania, el personal del vicario incluía:
- El princeps (es decir, jefe de los officium), elegido entre los altos cargos de agentes in rebus (correos o investigadores especiales, "hombres de negocios", del "ministerio del interior" dirigido por el maestro de las oficinas). Pertenecía a la clase asalariada de los ducenarii (los que ganaban 200.000 sestercios al año, el sueldo regular más alto de la función pública romana; los funcionarios más altos, gobernadores y superiores, no eran funcionarios).
- Un cornicularius ("jefe de personal").
- Dos numerarii (jefes contables en la recaudación de impuestos).
- Un commentariensis ("guardián del comentario", el que registra en el diario oficial).
- Un adiutor (asistente, secretario; literalmente "ayudante").
- Un ab actis ("guardián de actas", archivero).
- Un cura epistolarum ("conservador de la correspondencia").
- Número indeterminado de subadiuvae ("asistentes adjuntos").
- Varios exceptores (empleados de bajo nivel).
- Numerosos singulares et reliquum officium (personal auxiliar diverso).